# Nokia 5700
Nokia 5700 – smartfon firmy Nokia. Należy on do linii muzycznych telefonów Nokii, Nokia Xpress Music. Powstał w 2007 roku.

## Funkcje telefonu
- IrDA
- Bluetooth 2.0 (w tym a2dp)
- aparat cyfrowy 2 MPix z wbudowanym fleszem
- odtwarzacz mp3
- HSCSD
- wideorozmowy
- Java 2.0
- slot kart pamięci do: 2 GB microSD, 8 GB microSDHC4 i 16 GB microSDHC2
- kręcenie filmów
- gry
- radio
- 128 RAM